# Domoni
Domoni es la segunda ciudad más grande de la isla comorana de Anjouan en el Océano Índico y se encuentra en la costa este de la isla. Fue capital de la isla en el pasado, mientras que la actual capital de Anjouan es Mutsamudu.

## Historia
En la antigüedad, Domoni era la capital de los sultanes de Nzwani. Según los hallazgos arqueológicos, la ciudad se estableció en el siglo XII. En el siglo XV, Domoni ya era un importante centro comercial con África, Persia, países árabes e India. Los artefactos arqueológicos se comercializaban con Japón. Ahmad ibn Majid, un famoso piloto que viajaba con frecuencia en esta área, confirmó este puerto como un importante centro comercial. Fue gobernado en el siglo XVI por varios jefes (conocidos como Feni) que controlaban diferentes partes de la isla. Hasta finales del siglo XVIII, fue la capital del sultanato de Anjouan. Hoy, acoge una importante población chirazienne (Shirazi), descendientes de inmigrantes aristocráticos sunitas de Shiraz, Persia, entre los siglos XIV y XVIII.
Las luchas internas entre los jefes de Anjouan resultaron en un llamado a los europeos para negociar un acuerdo de paz. Tras ello, Comoras se convirtió inicialmente en un Protectorado francés en 1886, y en 1909, los franceses lo convirtieron en parte de su país. En 1975 las tres islas formaron una República de la Isla Comoro. El primer presidente de la República fue Ahmed Abdallah, quien provenía de Domoni y cuyo mausoleo también se encuentra allí. Se produjeron disturbios durante la dispensación política en 1997 y nuevamente una rebelión en 2008 que fue sofocada.
Mwenye Fani, que tomó el nombre de Abdallah I cuando se convirtió en Sultán, transfirió la capitalidad de Domoni a Mutsamudu. Domoni es el lugar de nacimiento del primer presidente de las Islas Comoras, Ahmed Abdallah, y del presidente Tadjidine ben Saïd Massonde. El tercer presidente también era residente de Domoni.[cita requerida]

## Geografía y clima

Domoni se encuentra en la costa este de Anjouan.

Domoni se encuentra en la costa este de Anjouan, también conocida como la isla de Nzwani. Es una de las tres ciudades principales de la isla; las otras dos son Bambao y Mutsamdu, esta última capital de la isla, en el Océano Índico occidental, a unos 16 km de distancia por carretera. Ngadzale-Ahajo se encuentra al suroeste y Limbe y Koni-Djojdo se encuentran al noroeste. El río Ajajo desemboca en el mar hacia el sur. El aeropuerto de la isla se encuentra en el pueblo de Quani, a 6 kilómetros al norte de Mutsamdu. La población de la ciudad es 15.351 habitantes. Bambao está a 6 kilómetros hacia el norte. El casco antiguo se divide en tres barrios: Hari ya muji, Maweni y Momoni. 

Los datos meteorológicos en relación con la temperatura y las precipitaciones corresponden al período 2000 a 2012. Las temperaturas medias máximas y mínimas registradas son 23 °C en diciembre y 15 °C en agosto, respectivamente. La precipitación anual promedio registrada es de 1059 milímetros con un máximo de 264 milímetros en diciembre y un mínimo de 23 milímetros en julio.
| Parámetros climáticos promedio de Domoni, Comoros | Parámetros climáticos promedio de Domoni, Comoros | Parámetros climáticos promedio de Domoni, Comoros | Parámetros climáticos promedio de Domoni, Comoros | Parámetros climáticos promedio de Domoni, Comoros | Parámetros climáticos promedio de Domoni, Comoros | Parámetros climáticos promedio de Domoni, Comoros | Parámetros climáticos promedio de Domoni, Comoros | Parámetros climáticos promedio de Domoni, Comoros | Parámetros climáticos promedio de Domoni, Comoros | Parámetros climáticos promedio de Domoni, Comoros | Parámetros climáticos promedio de Domoni, Comoros | Parámetros climáticos promedio de Domoni, Comoros | Parámetros climáticos promedio de Domoni, Comoros |
| Mes                                               | Ene.                                              | Feb.                                              | Mar.                                              | Abr.                                              | May.                                              | Jun.                                              | Jul.                                              | Ago.                                              | Sep.                                              | Oct.                                              | Nov.                                              | Dic.                                              | Anual                                             |
| ------------------------------------------------- | ------------------------------------------------- | ------------------------------------------------- | ------------------------------------------------- | ------------------------------------------------- | ------------------------------------------------- | ------------------------------------------------- | ------------------------------------------------- | ------------------------------------------------- | ------------------------------------------------- | ------------------------------------------------- | ------------------------------------------------- | ------------------------------------------------- | ------------------------------------------------- |
| Temp. máx. abs. (°C)                              | 22                                                | 21                                                | 20                                                | 21                                                | 19                                                | 22                                                | 20                                                | 19                                                | 18                                                | 21                                                | 21                                                | 23                                                | '                                                 |
| Temp. mín. media (°C)                             | 18                                                | 18                                                | 16                                                | 16                                                | 16                                                | 16                                                | 15                                                | 15                                                | 16                                                | 16                                                | 17                                                | 17                                                | 15.0                                              |
| Lluvias (mm)                                      | 222                                               | 171                                               | 111                                               | 102                                               | 42                                                | 15                                                | 36                                                | 15                                                | 24                                                | 15                                                | 42                                                | 264                                               | 1059                                              |
| Fuente: World Weather Online                      |                                                   |                                                   |                                                   |                                                   |                                                   |                                                   |                                                   |                                                   |                                                   |                                                   |                                                   |                                                   |                                                   |

## Edificaciones relevantes

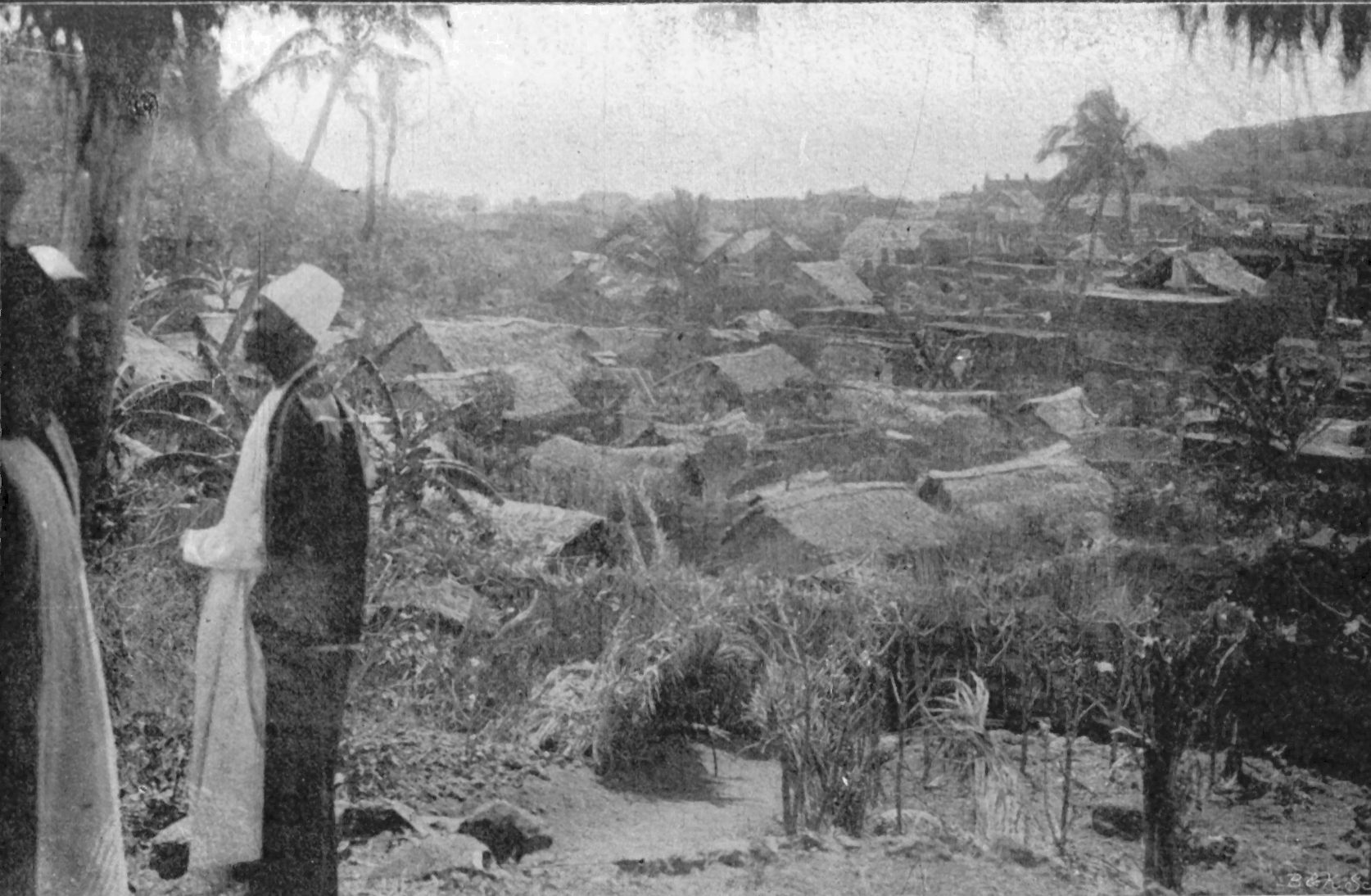
Domoni en el año 1900.

Las manchas de aceite y la basura han afectado la calidad estética del área frente al mar. Los muros de protección construidos como fortificaciones alrededor de la ciudad estaban destinados a prevenir ataques de piratas malgaches. Una torre en las fortificaciones de la pared está en estado de ruina.
El primer edificio de piedra en Domoni fue construido a mediados del siglo XIII. Las casas antiguas construidas por Shirazis, que habían emigrado de Persia, todavía se ven en la ciudad. Las primeras mezquitas construidas fueron durante los siglos XI y XII y reconstruidas en el siglo XIII y ampliadas sustancialmente en los siglos XIV y XV. Una de esas mezquitas fue la Mkiri wa Shirazi o la Mezquita Shirazi. Las mezquitas de la ciudad están construidas en mampostería de piedra sobre cimientos elevados. Mientras que la mayoría de las mezquitas tienen un mihrab orientado hacia La Meca, la Mezquita Shirazi se distingue por tener dos mihrabs. La mezquita del viernes de la ciudad tiene el alminar más alto de la isla, de forma rectangular. La sección central de la ciudad, conocida como Hari ya Muzhi, fue el centro de actividad desde el siglo XVI en adelante. Es la zona donde se ubican la plaza principal, la mezquita del viernes y una gran cantidad de mansiones de la ciudad. El mausoleo del presidente Ahmed Abdallah Abderemane, asesinado en 1989 por la guardia presidencial, es de color blanco e incluye cuatro alminares altos.
La ciudad es conocida por sus palacios y mansiones de los siglos XVI y XVIII, con un laberinto de casas con puertas de madera talladas suajili ricamente talladas. Las puertas de las mansiones tienen dinteles en piedra en relieve. Los edificios de piedra en la ciudad a menudo tienen un techo de paja sobre sus terrazas.

## Cultura
La ciudad es famosa por la alta calidad de sus tallas de madera. Delicados bordados se fabrican por artesanos locales. Una vista colorida de la ciudad es de las mujeres frotando pasta de sándalo en sus rostros sentadas en las escaleras de las casas. La cultura de Domoni se describe en dos obras de académicos de la Universidad Estatal de Kansas, El Matrimonio en Domoni por Martin Ottenheimer y La Música de las Islas Comores – Domoni por Martin y Harriet Ottenheimer. Las mujeres crean música con cáscaras de coco, gongs y palos, así como tocando el tari (marco de un tambor); los hombres tocan diferentes instrumentos musicales, tales como el fumba, dori, y msindio (batería), junto con el gabus (laúd), mzumara (caña doble), nkayamba (sonajero), y ndzedze (cítara). Las ceremonias de boda suelen constar de una actuación, un tipo de corrida de toros, evidencia de la presencia histórica de los portugueses en Domoni.
La ciudad ha sido testigo de escenas de intolerancia religiosa. Se han denunciado incidentes de hostigamiento religioso de cristianos en las dependencias de las mezquitas en Domoni. En abril de 2001, los líderes de la comunidad cristiana fueron interrogados y amenazados por grupos religiosos islámicos. En un incidente, el padre de un líder cristiano tuvo que pagar una multa y la familia hubo de exiliarse de Domoni durante un mes.